# Moses Hightower
Moses Hightower è un personaggio immaginario della serie cinematografica di Scuola di polizia, interpretato da Bubba Smith, e dell'omonima serie animata, dov'è doppiato da Paolo Marchese.
Nel primo film è cadetto, nel secondo agente, dal terzo al quinto diventa sergente e nel sesto diventa tenente, ma nella serie animata ritorna ad essere agente.

## Caratteristiche
È uno dei cadetti della scuola, nonché il più forzuto ed elevato di statura del gruppo.
Nonostante la sua indole pacifica e tranquilla, quando serve ricorre alla sua forza sovrumana per far stare al posto loro ladri e criminali; è infatti capace di capovolgere un'automobile, rimuovere una finestra dal muro, piegare sbarre di ferro o sollevare e lanciare persone a mani nude. Nel corso della serie lo vediamo di rado far ricorso ad armi e congegni, preferendo usare le mani.
Nel primo film appare come un fioraio, e in seguito si aggregherà all'Accademia di Polizia.
Nella serie animata è compagno di pattuglia di Laverne Hooks, una timida e buffa poliziotta.
Come tutti i suoi compagni, anche Hightower è inspiegabilmente detestato dal Capitano Thaddeus Harris; quando il suo superiore o qualche altro poliziotto razzista osi fargli un torto, anche il "gigante buono" non perde occasione per punire (sfruttando la sua impressionante forza fisica) il responsabile della sua ira, raddrizzando i torti in maniera sempre manesca ma mai eccessivamente violenta.